# Hidroxid de zinc
Hidroxidul de zinc este o bază alcătuită din două grupări hidroxil și un atom de zinc. Formula sa chimică este Zn(OH)2.
1. ↑  „Hidroxid de zinc”, OXK3V8KJ7L (în engleză), PubChem, accesat în 19 noiembrie 2016